# MTV 80s
MTV 80s (полное название — «MTV Eighties») — музыкальный телеканал с клипами 80-х годов 20 века, который начал вещание 5 Октября 2020 года.

История проекта начинается с ноября 2004 года, когда на канале VH1 Classic Europe стартовала ностальгическая рубрика «So 80s». Вскоре количество тематических плейлистов значительно увеличилось.

## История
С 28 Февраля до 31 Марта 2020 года «MTV 80s» вещал на частоте «MTV Classic». С апреля 2020 года этот канал вещает на частоте «VH1 Classic Europe» с 0:00 до 12:00 по центральноевропейскому времени. В ночь с 19 на 20 Сентября 2020 года «MTV 80s» стал вещать в круглосуточном режиме на частоте «VH1 Classic Europe».

## Расширение зоны вещания
5 октября 2020 года «MTV 80s» расширил зону вещания до Латинской Америки и до Карибских островов. 1 Марта 2021 года «MTV 80s» расширил зону вещания до Ближнего Востока и до Северной Африки.

Старый логотип MTV 80s который использовался с 5 октября 2020 года по 4 февраля 2025 года.

С 6 Июля 2020 года «MTV 80s» вещает в Новой Зеландии в круглосуточном режиме на частоте «MTV Classic Australia».
31 Марта 2022 года в 6:00 по лондонскому времени начал вещание «MTV 80s UK» на частоте «MTV Classic».
28 Апреля 2022 года MTV 80s прекратил вещание в России вместе с остальными телеканалами Paramount.
14 Декабря 2022 года MTV 80s прекратил вещание в Беларуси.
4 февраля 2025 года телеканал MTV 80s сменил логотип на новый а также обновил логотип.